# Csákvári repülőtér
A Csákvári repülőtér a Fejér vármegyei Csákvár melletti volt szovjet katonai repülőtér, amely 1990 óta használaton kívül van.
Egy betonozott futópályával rendelkezik, de földhányásokkal akadályozták meg a használatát, mert illegálisan autós és motoros szlalompályának használták. A pálya ma landolhatatlan, a guruló még jó állapotban van.
A csak siklóernyőzésre alkalmas helyszín a Natura2000 által védett területen fekszik, ezért a repülőtér nem fejleszthető. Mivel a pálya több mint 2 km hosszú, ezért alkalmas lenne nemzetközi repülőtér kialakítására.